# Valdemeca
Valdemeca é um município da Espanha na província de Cuenca, comunidade autónoma de Castilla-La Mancha, de área 70 km² com população de 101 habitantes (2004) e densidade populacional de 1,44 hab/km².

## Demografia
| Variação demográfica do município entre 1991 e 2004 | Variação demográfica do município entre 1991 e 2004 | Variação demográfica do município entre 1991 e 2004 | Variação demográfica do município entre 1991 e 2004 |
| --------------------------------------------------- | --------------------------------------------------- | --------------------------------------------------- | --------------------------------------------------- |
| 1991                                                | 1996                                                | 2001                                                | 2004                                                |
| 106                                                 | 117                                                 | 97                                                  | 100                                                 |